# Kotokas internationella flygplats
Kotokas internationella flygplats (IATA: ACC, ICAO: DGAA) i Accra är Ghanas viktigaste flygplats och den enda internationella som har trafik till Europa och USA. Flygplatsens IATA-kod är ACC. På Kotoka kan flygplan upp till Boeing 747-400:s storlek starta och landa, och flygplatsen var huvudflygplats för flygbolaget Ghana Airways och Ghanas flygvapens viktigaste bas. Kotoka har endast en start- och landningsbana.
År 2004 räknades 806 365 passagerare in. Samma år invigdes den nya terminalen men gångbryggorna som ska ta passagerarna till planen färdigställdes aldrig. Istället bussas folk till planen.

## Historia
Flygplatsen var först en flygplats avsedd för militärplan och användes av Storbritanniens flygvapen under andra världskriget. Efter krigets slut gjorde man om flygplatsen till en flygplats för passagerarplan, som öppnade 1956. Ghana Airways huvudkontor fanns på flygplatsen från att det startades 1958 till det gick i konkurs 2004.
Flygplatsen var ritad för att kunna rymma som mest 500 000 personer. 1969 döptes flygplatsen om från Accras internationella flygplats till dess nuvarande namn, efter generalen E.K Kotoka.
1990 planerades en stor renovering och ombyggnation av hela flygplatsen, uppdelad i två faser. Den första fasen pågick 1991-1993 och under den perioden asfalterade man landningsbanan och renovering av passagerarterminalen. Den andra fasen pågick från 1997-2005 och omfattade en utökning och renovering av godsterminalen med nästan 60% samt en utökning av landningsbanan med nästan 550 meter.
Flyg avgår dagligen till grannländerna och bland långväga destinationer kan man se New York, Frankfurt, Amsterdam och London.